# Pedicia seticauda
Pedicia (Amalopis) seticauda là một loài ruồi trong họ Pediciidae. Chúng phân bố ở vùng sinh thái Palearctic.